# Bualadh Bos
Bualadh Bos (sottotitolato The Cranberries Live) è un album dal vivo del gruppo rock irlandese The Cranberries pubblicato dalla Island Records nel 2009.

## Il disco
L'album fu pubblicato dalla Island Records, casa discografica storica dei Cranberries, alla fine del 2009 in occasione dell'annuncio della reunion del gruppo irlandese dopo 6 anni dal loro primo scioglimento. I Cranberries avevano abbandonato la Island dopo la realizzazione dell'album Bury the Hatchet nel 1999 per passare alla label statunitense MCA Records (sempre comunque appartenente all'Universal Music Group).
Bualadh Bos (il cui titolo è traducibile dal gaelico irlandese come batti le mani, applaudi) contiene una selezione di brani dal vivo registrati prevalentemente nel 1994 all'epoca del loro successo mondiale dell'album No Need to Argue e della canzone Zombie oltre ad alcune tracce registrate nel 1996 e una registrata durante la cerimonia di assegnazione del Premio Nobel per la pace a Oslo nel 1998.
La maggior parte delle tracce erano già state pubblicate in precedenza come bonus track di album, singoli o maxi-singoli dei Cranberries negli anni novanta.
La band ha dichiarato di non essere stata coinvolta dall'etichetta nella realizzazione di questo disco.

## Tracce
1. Wanted – 2:05 (Noel Hogan, Dolores O'Riordan)
2. Liar – 2:49 (Noel Hogan, Dolores O'Riordan)
3. Linger – 5:16 (Noel Hogan, Dolores O'Riordan)
4. I Still Do – 3:17 (Noel Hogan, Dolores O'Riordan)
5. Waltzing Back – 3:50 (Dolores O'Riordan)
6. Not Sorry – 4:35 (Noel Hogan, Dolores O'Riordan)
7. Pretty – 2:15 (Noel Hogan, Dolores O'Riordan)
8. Forever Yellow Skies – 4:49 (Dolores O'Riordan)
9. Free to Decide – 3:13 (Dolores O'Riordan)
10. Sunday – 3:27 (Noel Hogan, Dolores O'Riordan)
11. Ode to My Family – 4:36 (Noel Hogan, Dolores O'Riordan)
12. Ridiculous Thoughts – 4:18 (Noel Hogan, Dolores O'Riordan)
13. Zombie – 5:07 (Dolores O'Riordan)
14. Promises – 5:10 (Noel Hogan, Dolores O'Riordan)
15. Dreams – 4:25 (Noel Hogan, Dolores O'Riordan)

Durata totale: 59:12
- Tracce n. 1-7 registrate presso The Record Plant, Hollywood, 1994
- Traccia 8 registrata dal vivo a Toronto, Canada
- Tracce 9-10 registrate dal vivo presso il Pine Knob Music Theatre di Clarkston, Michigan, 18 agosto 1996
- Tracce 11-13 e 15 registrate dal vivo durante il Féile Festival di Tipperary, Irlanda, 30 luglio 1994
- Traccia 14 registrata dal vivo durante la cerimonia di consegna del Premio Nobel per la pace, Oslo, 1998

## Formazione
- Dolores O'Riordan - voce, chitarra elettrica e acustica, tastiere
- Noel Hogan - chitarra elettrica e acustica
- Mike Hogan - basso elettrico
- Fergal Lawler - batteria

## Edizioni
- 1994 – LP, Island Records ILPS 8029 / 524 050-1, Regno Unito